# Drenaż podatkowy
Drenaż podatkowy – zakwalifikowanie do wyższych przedziałów opodatkowania w ramach systemu progresywnego podatku dochodowego, na skutek wzrostu realnych wpływów podatkowych wywołanych przez inflację, jako że zwiększa ona dochody nominalne.